# Ложная дверь

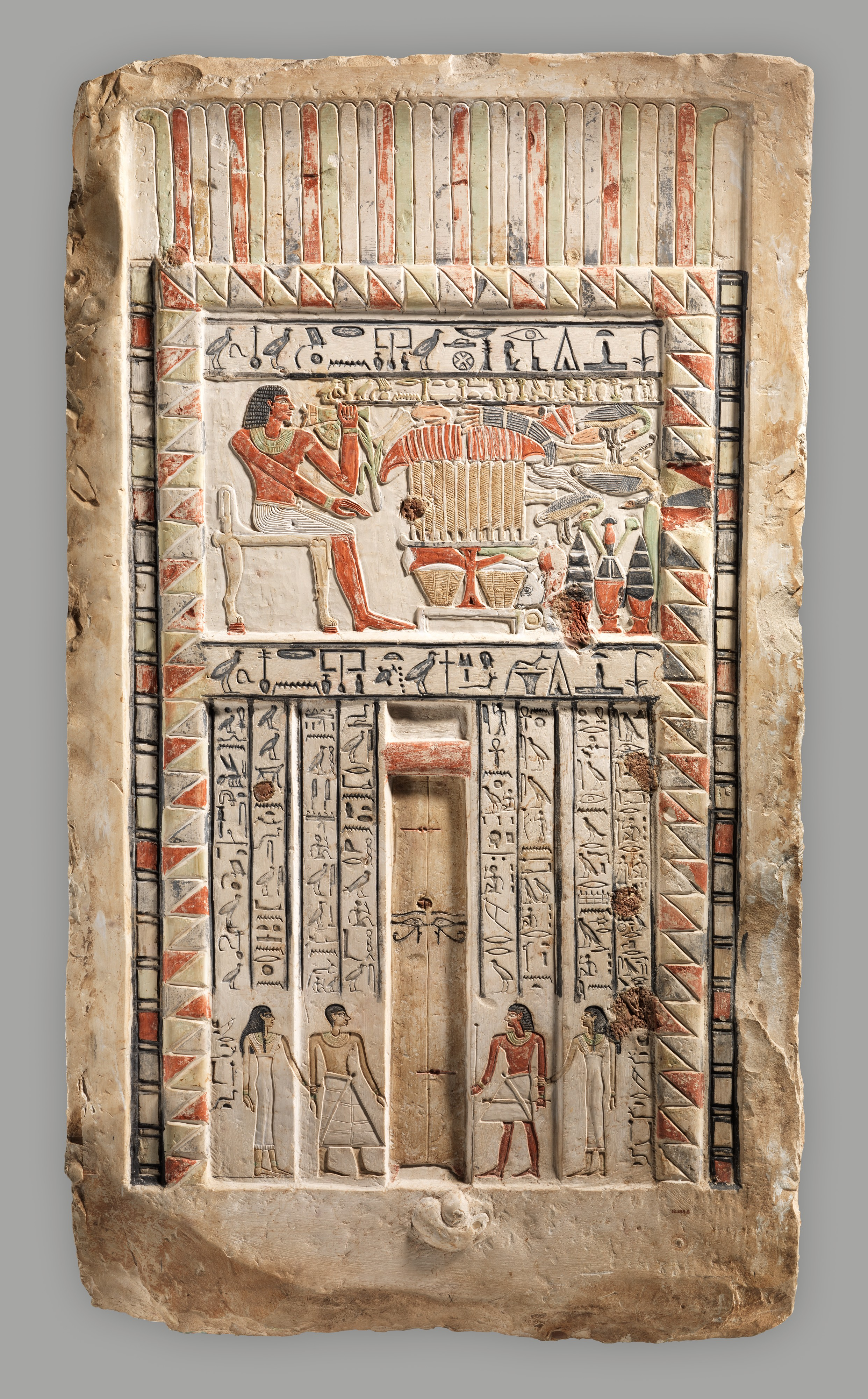
Ложная дверь Нефериу (около 2150 −2010 годы до н. э.), VIII — XI династии. Покойный изображён в центральной нише перед столом подношений. Раскрашенный известняк. Метрополитен-музей (США)

Ложная дверь — подобие двери с наличником, в котором дверной проём, будучи заложен, является неглубокой нишей. Может быть вырезана или нарисована на стене. Распространённый архитектурный элемент в гробницах Древнего Египта и Донурагической Сардинии. Позже ложные двери также встречаются в этрусских гробницах, а во времена Древнего Рима их использовали в интерьерах жилых домов и гробницах.

## Древний Египет

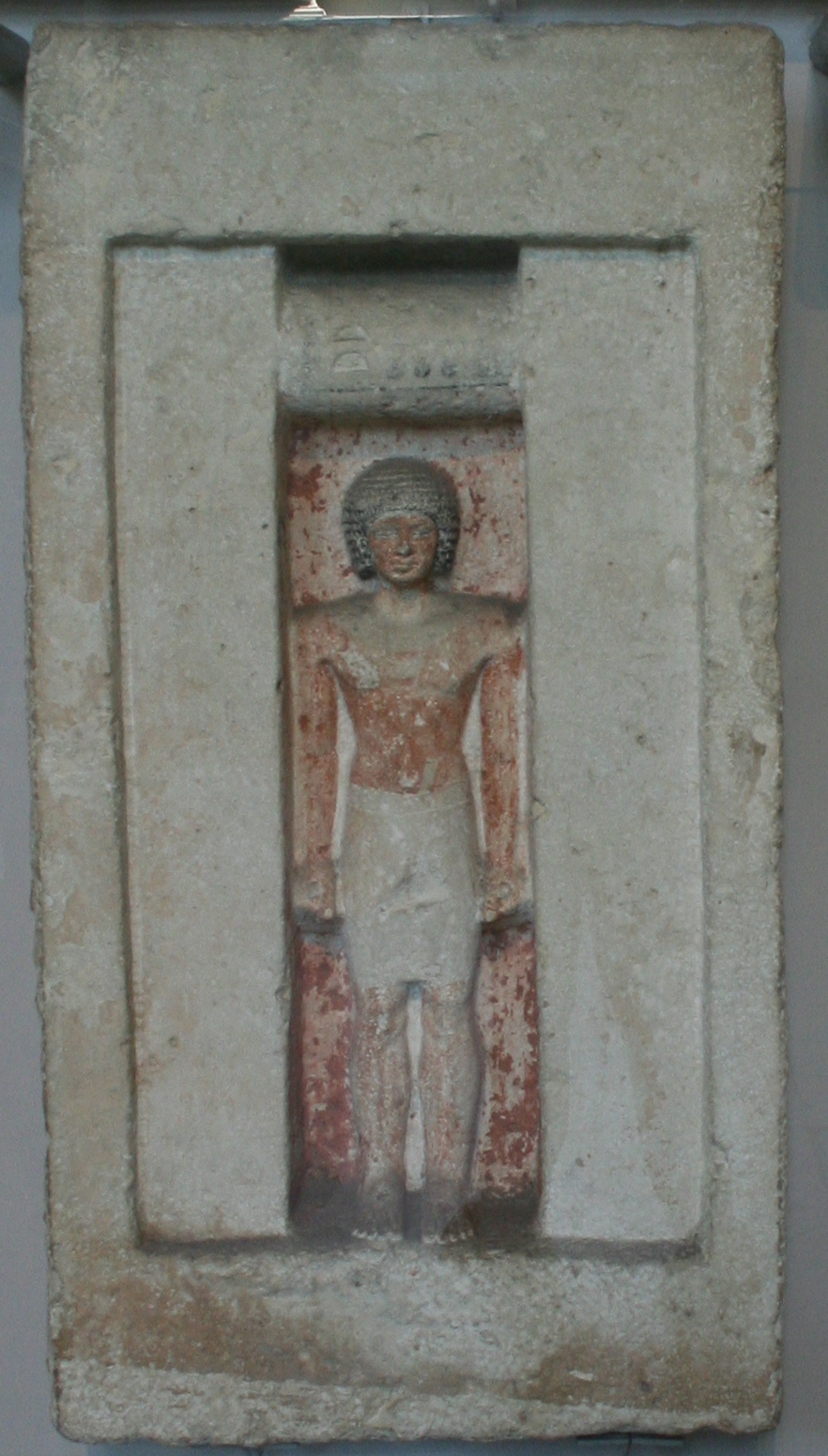
Ложная дверь со скульптурой проходящего через неё покойного. Британский музей (Лондон)

Древние египтяне верили, что между мирами живых и мёртвых расположены ложные двери, через которые может проходить божество или дух умершего. Ложная дверь обычно была основой сердаба гробницы, где родственники оставляли подношения усопшему на специальной жертвенной плите перед ложной дверью. Большинство ложных дверей располагаются у западной стены погребальной камеры или сердаба, поскольку древние египтяне ассоциировали Запад с землей мёртвых. Во многих мастабах найдены ложные двери.

### Структура
Ложная дверь вырезалась из цельного камня или доски. Центральная её часть представляет собой плоскую панель или нишу, обрамлённую несколькими парами косяков для создания иллюзии глубины и переходов. Полу-цилиндрический барабан, вырезанный над центральной панелью, имитировал тростниковую циновку, прикрывавшую настоящую дверь.
Дверь обрамлена серией карнизов и перемычек, украшена сценой подношения покойного (как правило, вырезалась чуть выше центра двери). Иногда владельцы гробниц изображались в виде статуй, проходящих сквозь ложные двери.

### Надписи
Боковые панели обычно содержат имена и титулы покойных, ряд стандартных формул подношений. Эти тексты превозносят достоинства умершего и выражают добрые пожелания о его загробной жизни.
Например, ложные двери Анхиреса гласят:

«Писец дома божественных документов, жрец Анубиса, последователь великого, последователь Тьентета, — Анхирес».

На перемычке сказано:

«Его старший сын причетник Медунефер сделал это для него»

На левом и правом внешних косяках значится:

"Подношение, которые фараон и Анубис,
кто пребывает в божественном чертоге, дали для захоронения на Западе,
состарившись лучшим образом.
«Его старший сын причетник Медунефер действовал от его имени, когда его похоронили в некрополе.
Писец дома божественных документов Анхирес».

### Историческое развитие

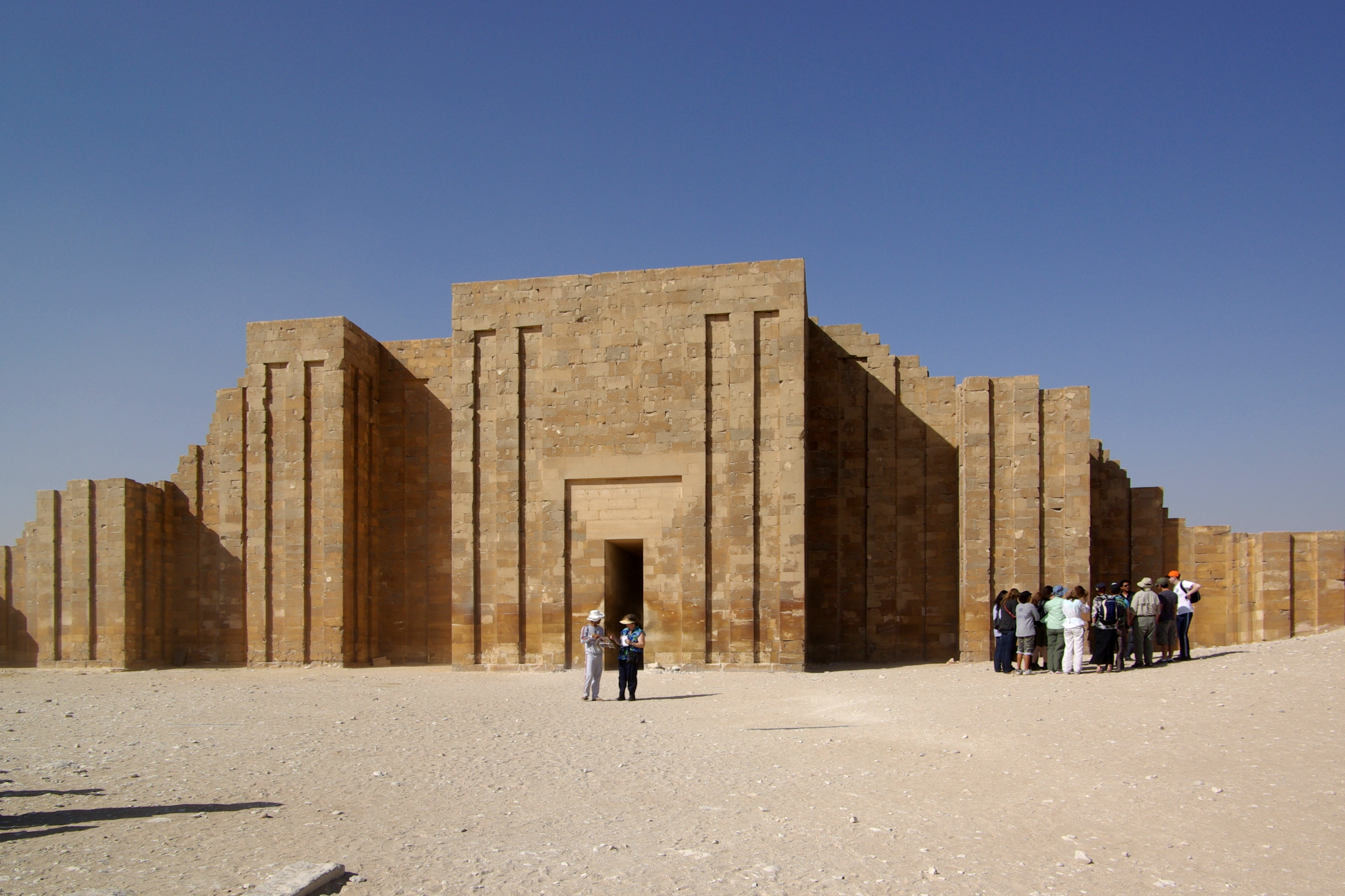
Восстановленный заупокойный комплекс Джосера в Саккаре изображает дворцовый фасад, архитектурный мотив которого составила ложная дверь

Исполнение ложной двери с имитацией нескольких дверей происходит от нишевого фасада дворца, получившего архитектурное распространение в Раннединастический период. Ложная дверь в мастабах впервые исполнена при Третьей династии Древнего царства и стала практически постоянным элементом гробниц IV — VI династий. В течение почти 150 лет, охватывающих правления фараонов Пепи I, Меренра I и Пепи II, ложная дверь претерпела изменения в части панелей. Это помогает историкам датировать гробницы.
Самая крупная ложная дверь (4,5 х 1,15 м) найдена египетскими археологами в 2025 году близ Каира; она выполнена из розового гранита, покрыта иероглифическими надписями и находится в гробнице принца Васер-Иф-Ра, сына фараона Усеркафа.
После Первого переходного периода популярность ложных дверей снизилась. Их заменили стелы с местом для записи погребальных текстов.

## Доисторическая Сардиния
В Домус-де-Джанасе в камерных гробницах донурагической культуры Оциери часто встречаются ложные двери, вырезанные в стенах, олицетворяя вход в подземный мир.

## Этрурия
В этрусских гробницах ложная дверь имеет дорический дизайн и всегда изображается закрытой. Чаще всего она раскрашена, но иногда покрыта рельефами (Гробница Шаронте в Тарквинии). В отличие от ложной двери древних египтян, этрусские ложные двери имеют множество интерпретаций. Это могли быть двери в подземный мир, либо отмечали будущее место дверного проёма в случае расширения гробницы, либо это вход в гробницу, как видно снаружи. В Гробнице авгуров в Тарквинии двое мужчин изображены в левой и правой частях ложной двери. Их жесты скорби свидетельствуют о том, что умерший находится за дверью.

## Древний Рим

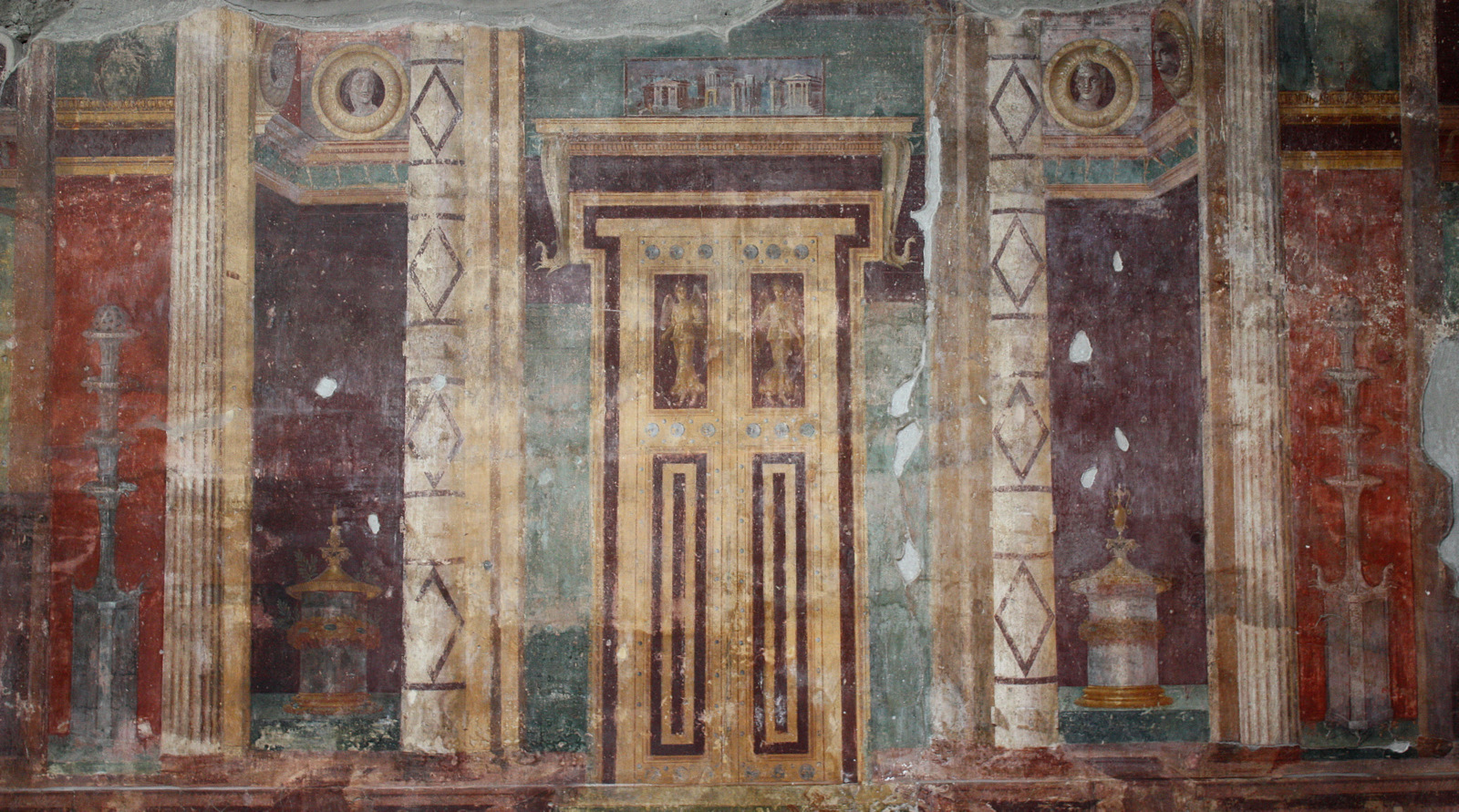
Фреска ложной двери в римской Вилле Поппеи

Нарисованные двери нередко дополняли интерьер римских вилл. Примером может служить вилла Юлия Полибия в Помпеях, где ложная дверь симметрично нарисована на стене напротив настоящей двери. Кроме создания архитектурной симметрии изображение ложных дверей могло использоваться для визуального расширения пространства.